# Amsa-dong

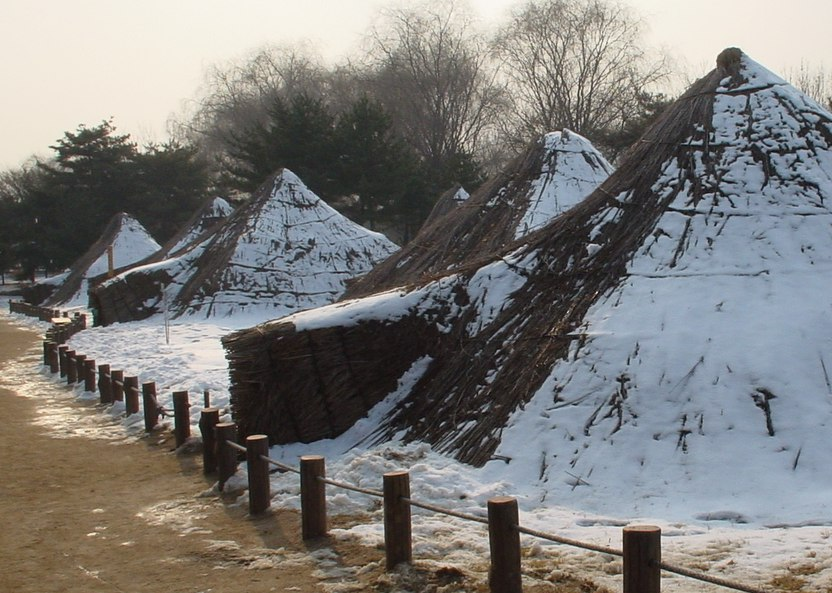
Amsa-dong
Hangul - 암사동
Hanja - 岩寺洞

Amsa-dong es un dong (barrio) del distrito Gangdong-gu en Seúl, Corea del Sur. 
Es conocido por el yacimiento arqueológico que incluye el poblado prehistórico Amsa-dong, que contiene restos neolíticos (7000 AEC ~ 1000 AEC) que fueron excavados en 1925. El sitio fue descubierto cuando una gran inundación del río Han expuso al aire un gran número de piezas de cerámica.
El yacimiento contiene nueve cabañas antiguas, dos salas de exposiciones, hachas de piedra, flechas de piedra, y cerámica.

## Galería de imágenes

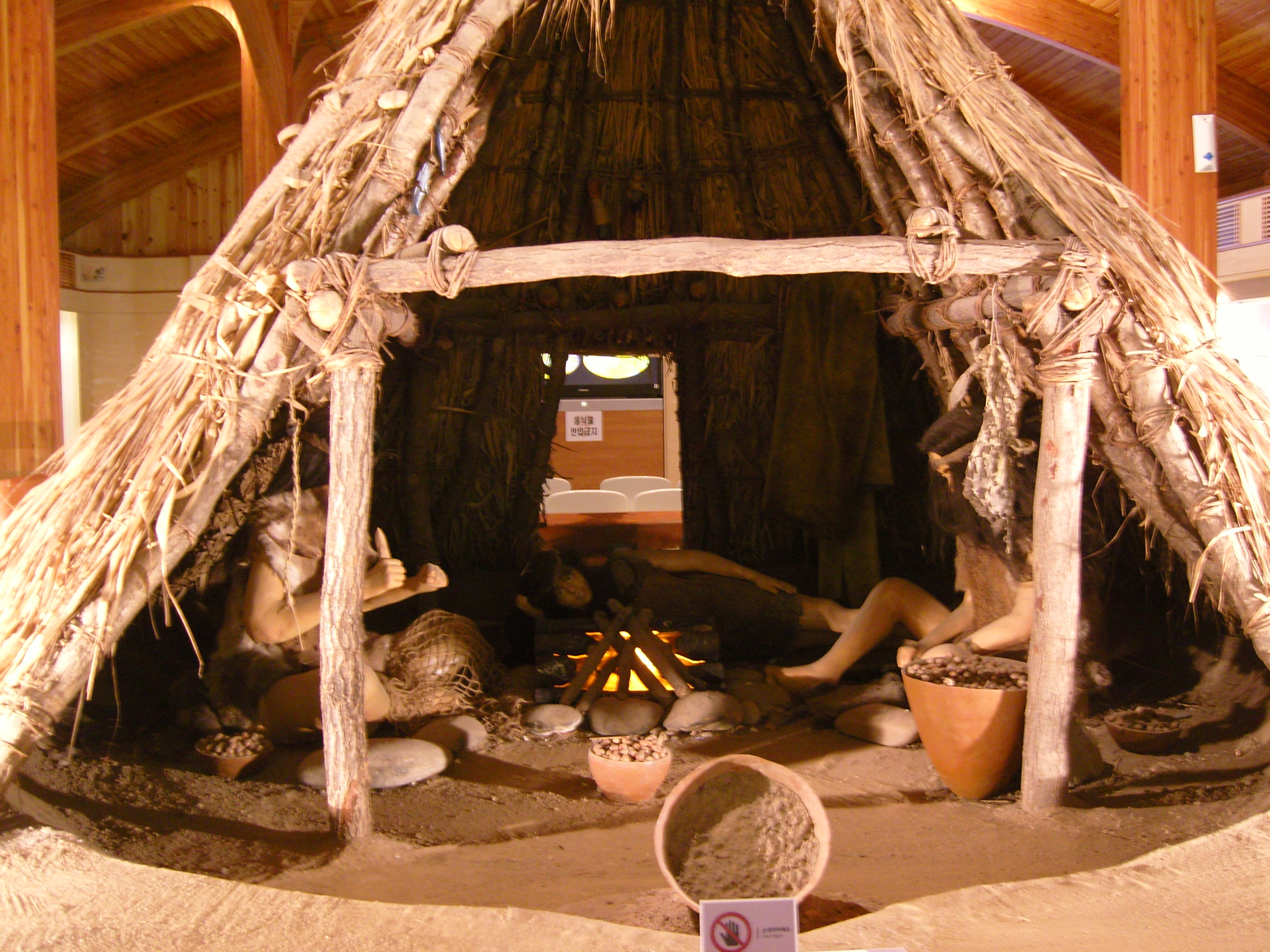
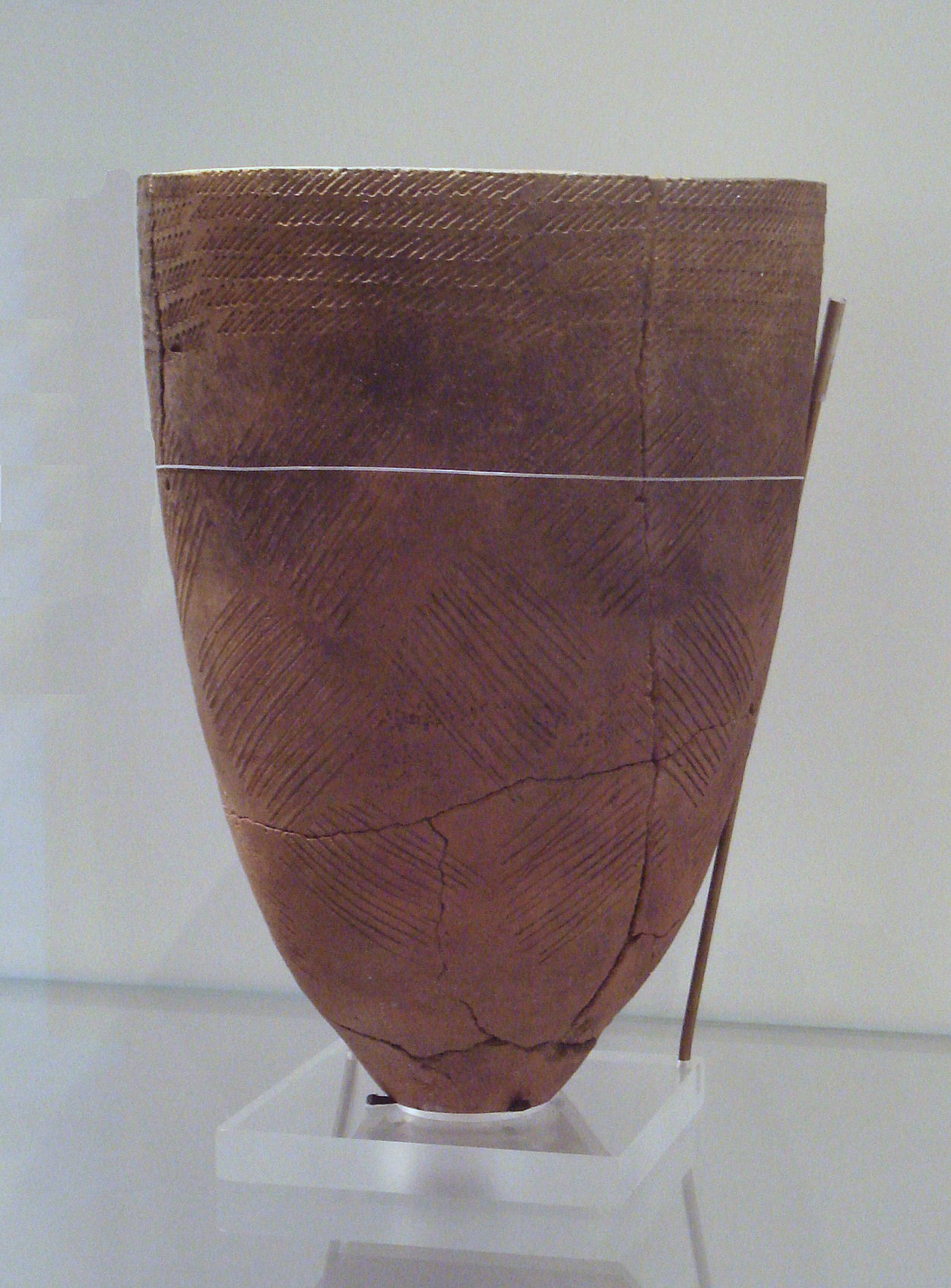
Tarro fechado ~4.000 AEC.
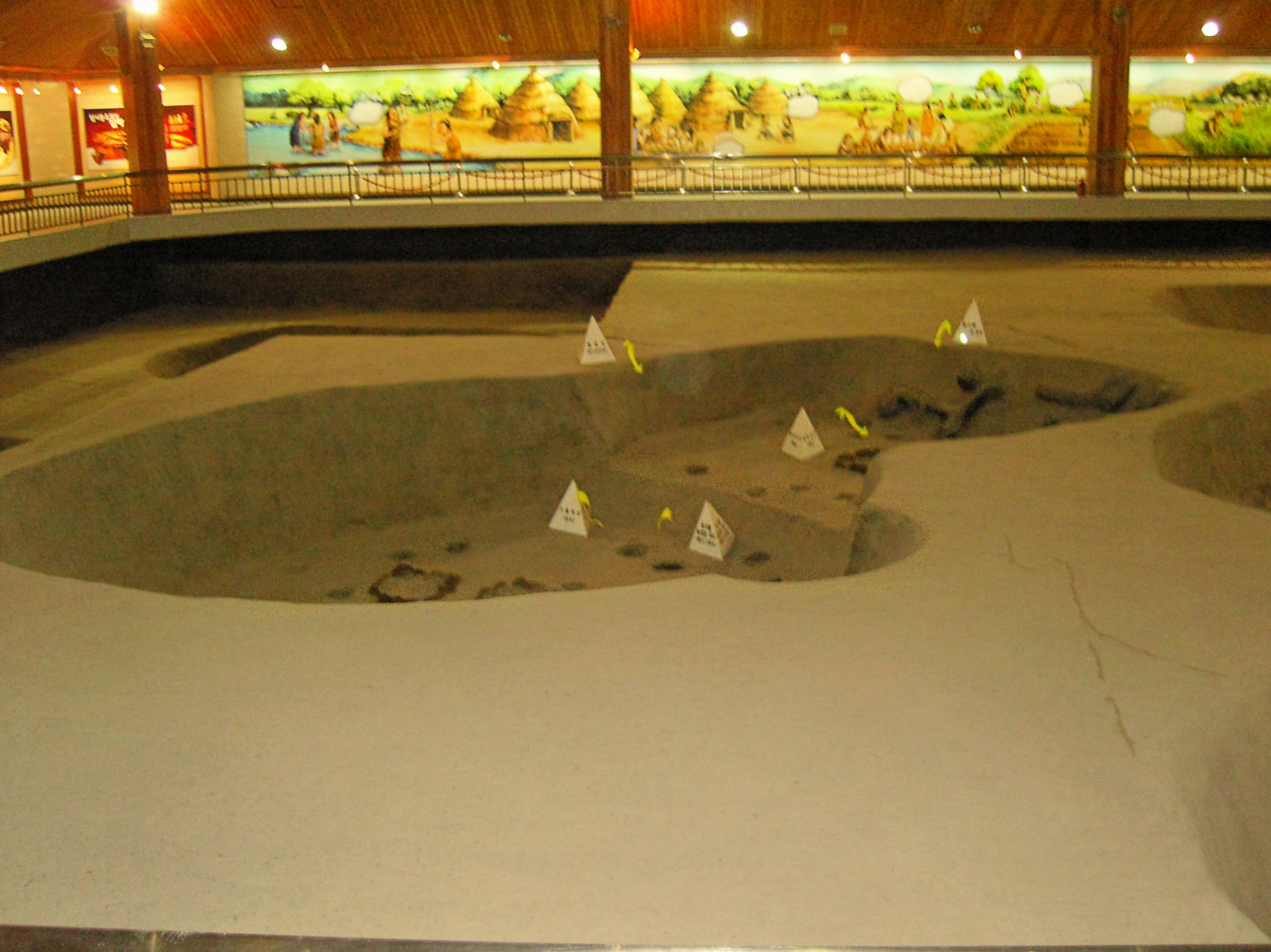